# 奥中山高原駅
奥中山高原駅（おくなかやまこうげんえき）は、岩手県二戸郡一戸町中山字大塚にある、IGRいわて銀河鉄道いわて銀河鉄道線の駅である。

## 歴史
- 1891年（明治24年）9月1日：日本鉄道の中山駅（なかやまえき）として開業[1][2]。
- 1906年（明治39年）11月1日：日本鉄道が国有化[1]。官設鉄道東北本線の駅となる。
- 1915年（大正4年）9月11日：奥中山駅（おくなかやまえき）に改称[3]。改称理由は横浜線の中山駅と区別するためで、本来は「陸奥中山」[4]とするつもりが、「陸」の字を改名手続きの際に書き落としたことから「奥中山」になってしまったと言われている[要出典]。
- 1940年（昭和15年）：駅舎改築[5]。
- 1947年（昭和22年）8月10日：昭和天皇の戦後巡幸のお召し列車が停車。昭和天皇が下車して奥中山開拓農場視察に向かう[6]。
- 1971年（昭和46年）8月15日：貨物取扱廃止[1]。
- 1984年（昭和59年）2月1日 - 荷物扱い廃止[1]。
- 1985年（昭和60年）3月14日：無人化[7]。管理駅派遣により出札は継続。
- 1987年（昭和62年）4月1日：国鉄分割民営化に伴い、東日本旅客鉄道（JR東日本）の駅となる[1]。
- 2002年（平成14年）12月1日：東北新幹線八戸延伸に伴い、JR東日本より分離されたIGRいわて銀河鉄道の駅となる[8]。同時に奥中山高原駅に改称[9]。
- 2008年（平成20年）6月24日：名誉駅長に、ヨークシャー・テリアの「マロン」が就任[10]（詳しくは後述）。
- 2009年（平成21年）
  - x月：管理区分変更により、いわて沼宮内駅管理から二戸駅管理となる。
  - 8月29日：名誉駅長「マロン」が病死[11]。
- 2015年（平成27年）6月：ヨークシャー・テリアの「マック」が”駅長見習い”として認知される[12]。
- 2017年（平成29年）6月21日：「マック」が交通事故死[13]。

## 駅構造
単式ホーム1面1線と島式ホーム1面2線、合計2面3線のホームを有する地上駅である。
2番線は待避線で旅客列車はそのまま発車するが、貨物列車の場合、駅構外は勾配のため有効長が短く、2番線には加速線があった。このため貨物列車は入線して特急列車を待避後、一旦後退してから出発していた。現行ダイヤでは列車待避を必要とする貨物列車はないため、このような運用は見られなくなった。
二戸駅管理の社員配置駅。駅舎には出札窓口があり、硬券入場券・乗車券が常備されている。

### のりば
| 番線 | 路線              | 方向                     | 行先                     |
| ---- | ----------------- | ------------------------ | ------------------------ |
| 1    | ■いわて銀河鉄道線 | 上り                     | 盛岡方面                 |
| 2    | ■いわて銀河鉄道線 | （上下ともに一部の列車） | （上下ともに一部の列車） |
| 3    | ■いわて銀河鉄道線 | 下り                     | 八戸方面                 |

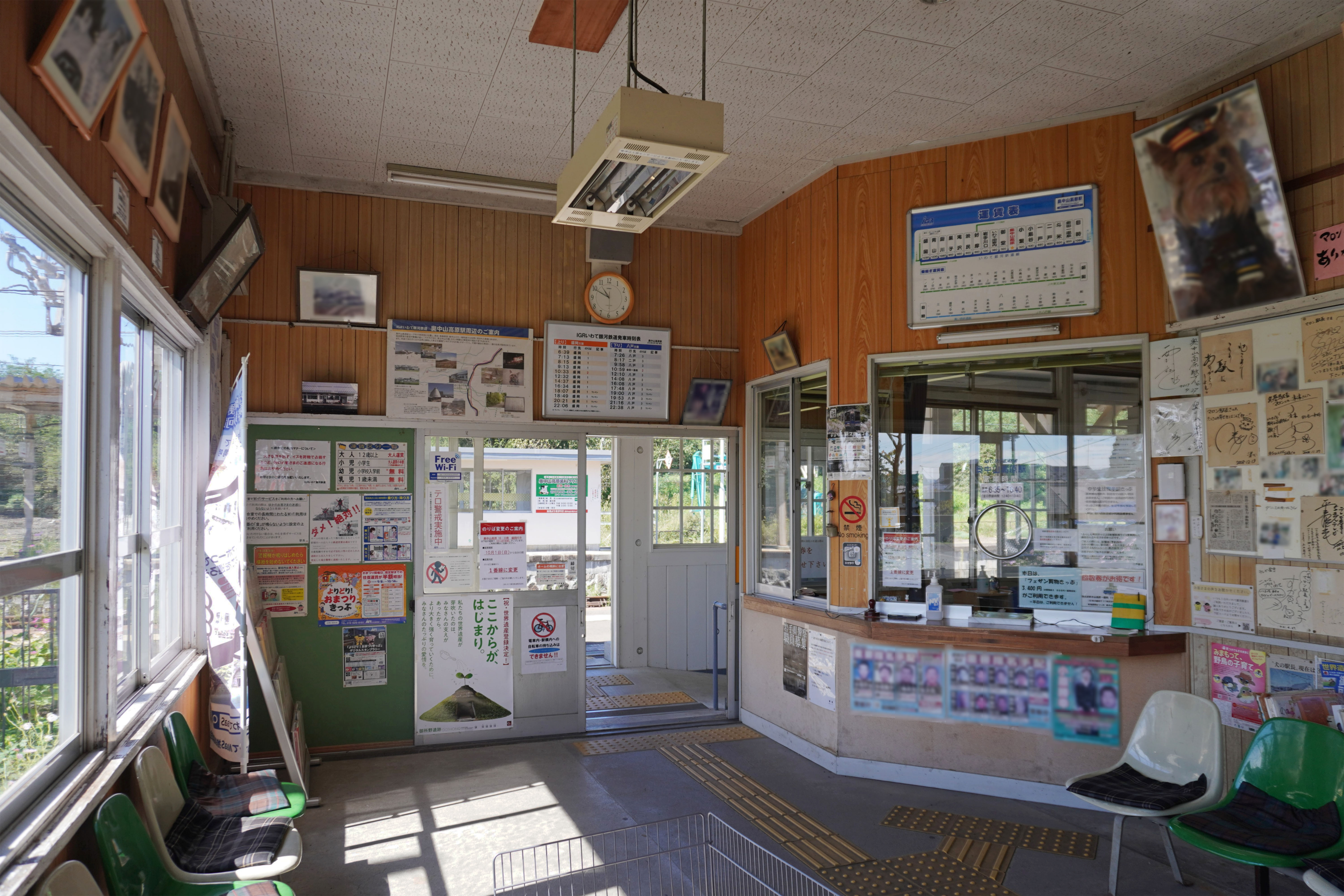
改札口（2023年9月）
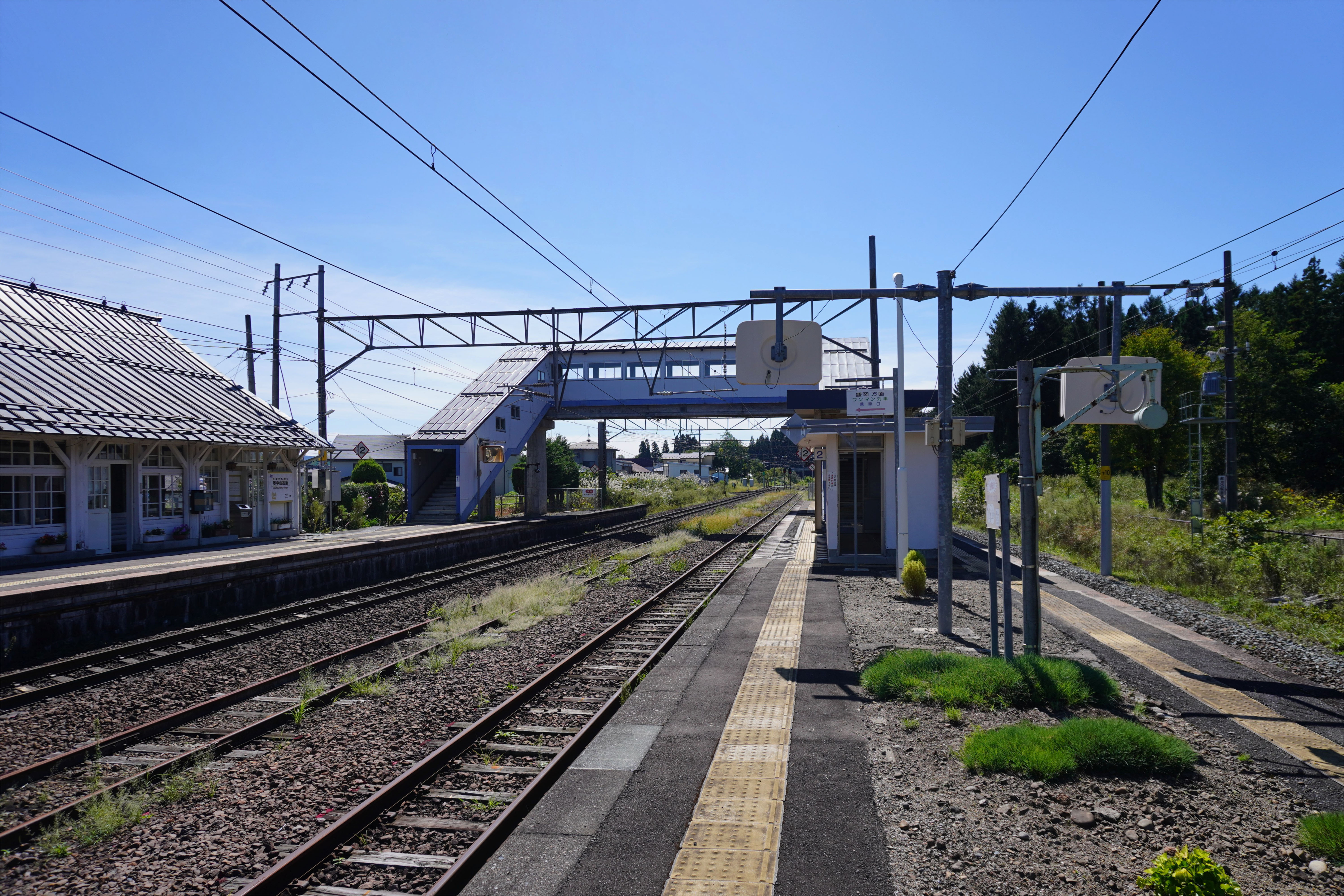
ホーム（2023年9月）

## 利用状況
IGRいわて銀河鉄道によると、2024年度（令和6年度）の1日平均乗降人員は309人である。
2000年度（平成14年度）以降の推移は以下のとおりである。なお、2000年度（平成12年度）- 2002年度（平成14年度）において、JR東日本が算出した数値は乗車人員のものである。
| 乗車人員・乗降人員推移  | 乗車人員・乗降人員推移 | 乗車人員・乗降人員推移 | 乗車人員・乗降人員推移 | 乗車人員・乗降人員推移 | 乗車人員・乗降人員推移 | 乗車人員・乗降人員推移 | 乗車人員・乗降人員推移 |
| 年度                    | 1日平均 乗車人員       | 1日平均乗降人員        | 1日平均乗降人員        | 1日平均乗降人員        | 1日平均乗降人員        | 1日平均乗降人員        | 出典                   |
| 年度                    | 1日平均 乗車人員       | 定期                   | 定期                   | 定期                   | 定期外                 | 合計                   | 出典                   |
| 年度                    | 1日平均 乗車人員       | 通勤                   | 通学                   | 合計                   | 定期外                 | 合計                   | 出典                   |
| ----------------------- | ---------------------- | ---------------------- | ---------------------- | ---------------------- | ---------------------- | ---------------------- | ---------------------- |
| 2000年（平成12年）      | 246                    |                        |                        |                        |                        |                        | [ JR 1 ]               |
| 2001年（平成13年）      | 250                    |                        |                        |                        |                        |                        | [ JR 2 ]               |
| 2002年（平成14年）(JR)  | 274                    |                        |                        |                        |                        |                        | [ JR 3 ]               |
| 2002年（平成14年）(IGR) |                        | 77                     | 256                    | 333                    | 148                    | 481                    | [ IGR 2 ]              |
| 2003年（平成15年）      |                        | 72                     | 242                    | 314                    | 138                    | 452                    | [ IGR 3 ]              |
| 2004年（平成16年）      |                        | 69                     | 263                    | 332                    | 134                    | 466                    | [ IGR 4 ]              |
| 2005年（平成17年）      |                        | 69                     | 244                    | 313                    | 128                    | 441                    | [ IGR 5 ]              |
| 2006年（平成18年）      |                        | 71                     | 256                    | 327                    | 131                    | 458                    | [ IGR 6 ]              |
| 2007年（平成19年）      |                        | 76                     | 205                    | 281                    | 132                    | 413                    | [ IGR 7 ]              |
| 2008年（平成20年）      |                        | 73                     | 220                    | 293                    | 125                    | 418                    | [ IGR 8 ]              |
| 2009年（平成21年）      |                        | 77                     | 212                    | 289                    | 123                    | 412                    | [ IGR 9 ]              |
| 2010年（平成22年）      |                        | 83                     | 216                    | 299                    | 106                    | 405                    | [ IGR 10 ]             |
| 2011年（平成23年）      |                        | 78                     | 179                    | 257                    | 104                    | 361                    | [ IGR 11 ]             |
| 2012年（平成24年）      |                        | 71                     | 176                    | 247                    | 106                    | 353                    | [ IGR 12 ]             |
| 2013年（平成25年）      |                        | 99                     | 178                    | 277                    | 100                    | 377                    | [ IGR 13 ]             |
| 2014年（平成26年）      |                        | 98                     | 147                    | 245                    | 95                     | 340                    | [ IGR 14 ]             |
| 2015年（平成27年）      |                        | 111                    | 143                    | 254                    | 101                    | 355                    | [ IGR 15 ]             |
| 2016年（平成28年）      |                        | 111                    | 164                    | 275                    | 90                     | 365                    | [ IGR 16 ]             |
| 2017年（平成29年）      |                        | 123                    | 157                    | 280                    | 88                     | 368                    | [ IGR 17 ]             |
| 2018年（平成30年）      |                        | 127                    | 143                    | 270                    | 95                     | 365                    | [ IGR 18 ]             |
| 2019年（令和元年）      |                        | 101                    | 146                    | 247                    | 82                     | 329                    | [ IGR 19 ]             |
| 2020年（令和02年）      |                        | 107                    | 140                    | 247                    | 57                     | 304                    | [ IGR 20 ]             |
| 2021年（令和03年）      |                        | 97                     | 138                    | 235                    | 60                     | 295                    | [ IGR 21 ]             |
| 2022年（令和04年）      |                        | 99                     | 120                    | 219                    | 59                     | 279                    | [ IGR 22 ]             |
| 2023年（令和05年）      |                        | 95                     | 127                    | 221                    | 65                     | 287                    | [ IGR 23 ]             |
| 2024年（令和06年）      |                        | 94                     | 148                    | 243                    | 67                     | 309                    | [ IGR 1 ]              |
| 1.                      |                        |                        |                        |                        |                        |                        |                        |

## 駅周辺
- 国道4号
- 十三本木峠（国道4号最高地点）
- 奥中山高原温泉・奥中山高原スキー場
- 岩手県立児童館 いわて子どもの森
- 一戸町役場奥中山支所
- 二戸警察署奥中山駐在所
- 奥中山郵便局
- 岩手県立盛岡みたけ支援学校奥中山校
- 岩手県立中山の園
- 社会福祉法人 カナンの園（奥中山学園・小さき群れの里・三愛学舎）
- 岩手県北自動車「奥中山高原駅前」停留所

## 犬の駅長「マロン」
2008年（平成20年）6月24日、犬（ヨークシャー・テリア）のマロン（雄・2001年（平成13年）8月19日 - 2009年（平成21年）8月29日）が名誉駅長に就任した。マロンは同駅の委託駅員に飼われていて、生後45日頃から飼い主と一緒に駅に出勤していた。和歌山電鐵貴志駅の「たま駅長」や会津鉄道芦ノ牧温泉駅の「ばす駅長」といった「動物駅長」が話題を呼ぶ中での就任となった。たまなどと同様の制帽に加え、マロンには特製の制服も支給されていた。
また、マロンの顔写真入り携帯ストラップも当駅で販売されていたほか、2008年（平成20年）11月6日には写真集『駅長マロン』が全国発売されている《講談社刊、書店店頭およびネット販売のみの扱いで駅では販売せず》。
更に、マロンをテーマにした菓子も「結カフェ」（二戸郡一戸町）により製造され、二戸駅などで販売されている。
2009年（平成21年）春頃から体調を崩し、同年8月29日、気管支炎のため、飼い主や近所の住人に看取られて9歳で病死した。駅舎内には、在りし日のマロン駅長に纏わる写真などが展示されている。

### 後継「マック」
マロン駅長の死から4年余り経過した2013年12月、「マロン」の飼い主でもあった当駅の委託駅員が「マロン」によく似たヨークシャー・テリア犬を見つけて引き取り、「マック」と名付けた。「マック」は、他界した「マロン」と同じくオスであり、引き取られた時点で4歳だった。「マロン」と比べて頭一つ分程度体が大きいものの、性格は「マロン」に似ているとのこと。
前出の委託駅員に引き取られた「マック」は、以後、「マロン」の後継を目指して、委託駅員と共に駅での接客にあたるようになる。そして、2015年6月に開かれたIGRいわて銀河鉄道の株主総会に於いて、「マック」が“駅長見習い”中であることが報告されると共に、「駅長席に座っていられなかったのが、かなり座れるようになってきた」とその「マック」自身の成長ぶりも併せて報告された。
前述した株主総会で"駅長見習い"として認知されてから約2年が経過した2017年6月21日の午前中、「マック」は交通事故に遭い、死んだ。

## 隣の駅
IGRいわて銀河鉄道
■いわて銀河鉄道線
御堂駅 - 奥中山高原駅 - 小繋駅

### 記事本文